# M-xylylendiamin
m-Xylylendiamin (zkráceně MXDA) je organická sloučenina se vzorcem C6H4(CH2NH2)2, patřící mezi diaminy. Vyrábí se hydrogenací isoftalonitrilu.

## Použití
Tato látka se používá v průmyslu například na výrobu prostředků na ochranu epoxidových pryskyřic, které mohou být součástmi nátěrů, lepidel, tmelů a elastomerů.

## Reakce
m-Xylylendiamin vstupuje do Sommeletovy reakce za vzniku isoftalaldehydu.

## Bezpečnost
Vystavení m-xylylendiaminu může proběhnout vdechnutím, ústy, přes kůži nebo přes oči. Následky mohou být chemické popáleniny, poškození tkání, otok plic, šok a podráždění kůže. Při vdechnutí dochází k popáleninám trávicího ústrojí, kašli, bolesti v krku a dušnosti.